# Марфицы
Ма́рфицы — деревня в Котельском сельском поселении Кингисеппского района Ленинградской области.

## История

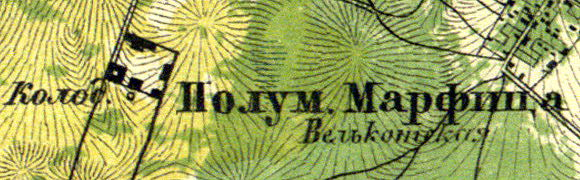
Деревня Марфицы на карте 1860 года

Согласно «Топографической карте частей Санкт-Петербургской и Выборгской губерний» в 1860 году деревня представляла собой полумызу под названием Марфица (Велькотская).

ВЕЛЬКОТСКИЙ — полумызок владельческий при колодце, число дворов — 1, число жителей: 1 м. п., 1 ж. п. (1862 год)

В конце XIX — начале XX века деревня административно относилась к Ратчинской волости 2-го стана Ямбургского уезда Санкт-Петербургской губернии.
С 1917 по 1923 год деревня Марфицы входила в состав Лоузского сельсовета Ратчинской волости Кингисеппского уезда.
С 1923 года в составе Котельской волости.
С 1924 года в составе Ратчинского сельсовета.
Согласно данным переписи населения СССР 1926 года в посёлке Марфицы проживали 92 человека, все эстонцы.
С 1927 года в составе Котельского района.
В 1928 году население деревни Марфицы составляло 102 человека.
Согласно топографической карте 1930 года деревня Марфицы насчитывала 26 крестьянских дворов, посёлок Марфицы — 5.
С 1931 года в составе Кингисеппского района.
По данным 1933 года деревня Марфицы входила в состав Ратчинского сельсовета Кингисеппского района.

План посёлка Марфицы. 1938 год

План деревни Марфицы. 1938 год

Согласно топографической карте 1938 года деревня Марфицы насчитывала 13 дворов, к северу от деревни находился посёлок Марфицы, состоящий из 6 дворов.
C 1 августа 1941 года по 31 января 1944 года деревня находилась в оккупации.
С 1950 года в составе Кайболовского сельсовета.
С 1954 года в составе Удосоловского сельсовета.
В 1958 году население деревни Марфицы составляло 57 человек.
С 1959 года вновь в составе Кайболовского сельсовета.
По данным 1966 и 1973 годов деревня Марфицы находилась в составе Удосоловского сельсовета.
По данным 1990 года деревня Марфицы входила в состав Котельского сельсовета.
В 1997 году в деревне Марфицы проживали 9 человек, в 2002 году — 5 человек (все русские), в 2007 году — 2.

## География
Деревня расположена в северо-восточной части района на автодороге 41К-620 (подъезд к дер. Марфицы).
Расстояние до административного центра поселения — 15 км.
Расстояние до железнодорожной платформы Николаево — 9 км.

## Демография
| 2007 | 2010 | 2017 |
| ---- | ---- | ---- |
| 2    | ↗5   | ↘0   |

### Национальный состав
Согласно данным Всероссийской переписи населения 2021 года в деревне проживали 5 человек, из них:
 русские — 4, эстонцы — 1 человек.